# Zinkacetylacetonat
Zinkacetylacetonat ist eine chemische Verbindung aus der Gruppe der Acetylacetonate.

## Gewinnung und Darstellung
Zinkacetylacetonat kann durch Reaktion von Zinksulfat mit Acetylaceton und Natriumhydroxid gewonnen werden.

## Eigenschaften
Zinkacetylacetonat ist ein kristalliner Feststoff, der wenig löslich in Wasser ist. Durch Sublimation kann das Monomer kristallisiert werden, das die monokline Raumgruppe C2/c (Raumgruppen-Nr. 15) besitzt. Ebenfalls durch Sublimation wurde das Trimer mit der monoklinen Raumgruppe C2 (Raumgruppen-Nr. 5) erhalten. Des Weiteren sind Kristallstrukturen des Monohydrats und Dihydrats bekannt.

## Verwendung
Zinkacetylacetonat wird als Hydrat zur Herstellung von magnetischen (Zn,Fe)Fe2O4-Filmen, Zinkoxid und als Katalysator in der organischen Chemie verwendet.